# Union Sportif Masséda
O Union Sportif Masséda é um clube de futebol com sede em Masséda, Togo. A equipe compete no Campeonato Togolês de Futebol.

## História
O clube foi fundado em 1972.